# Ga Wat Phra Sri Mahathat BTS

Bảng hiệu ga Wat Phra Sri Mahathat BTS

Ga Wat Phra Sri Mahathat (tiếng Thái: สถานีวัดพระศรีมหาธาตุ, RTGS: Sathani Wat Phra Si Maha That, phát âm [sā.tʰǎː.nīː wát pʰráʔ sǐː mā.hǎː tʰâːt]) là một ga BTS Skytrain và MRT, trên Tuyến Sukhumvit và MRT Tuyến Hồng ở Băng Cốc, Thái Lan. Nó nằm đối diện Wat Phra Sri Mahathat và ở trên vòng xoay Lak Si. Ga BTS là một trong số ít nhà ga trên tuyến với đảo ke ga. Ga BTS là một phần mở rộng phía Bắc của Tuyến Sukhumvit và mở cửa ngày 5 tháng 6 năm 2020, một phần của giai đoạn 3.

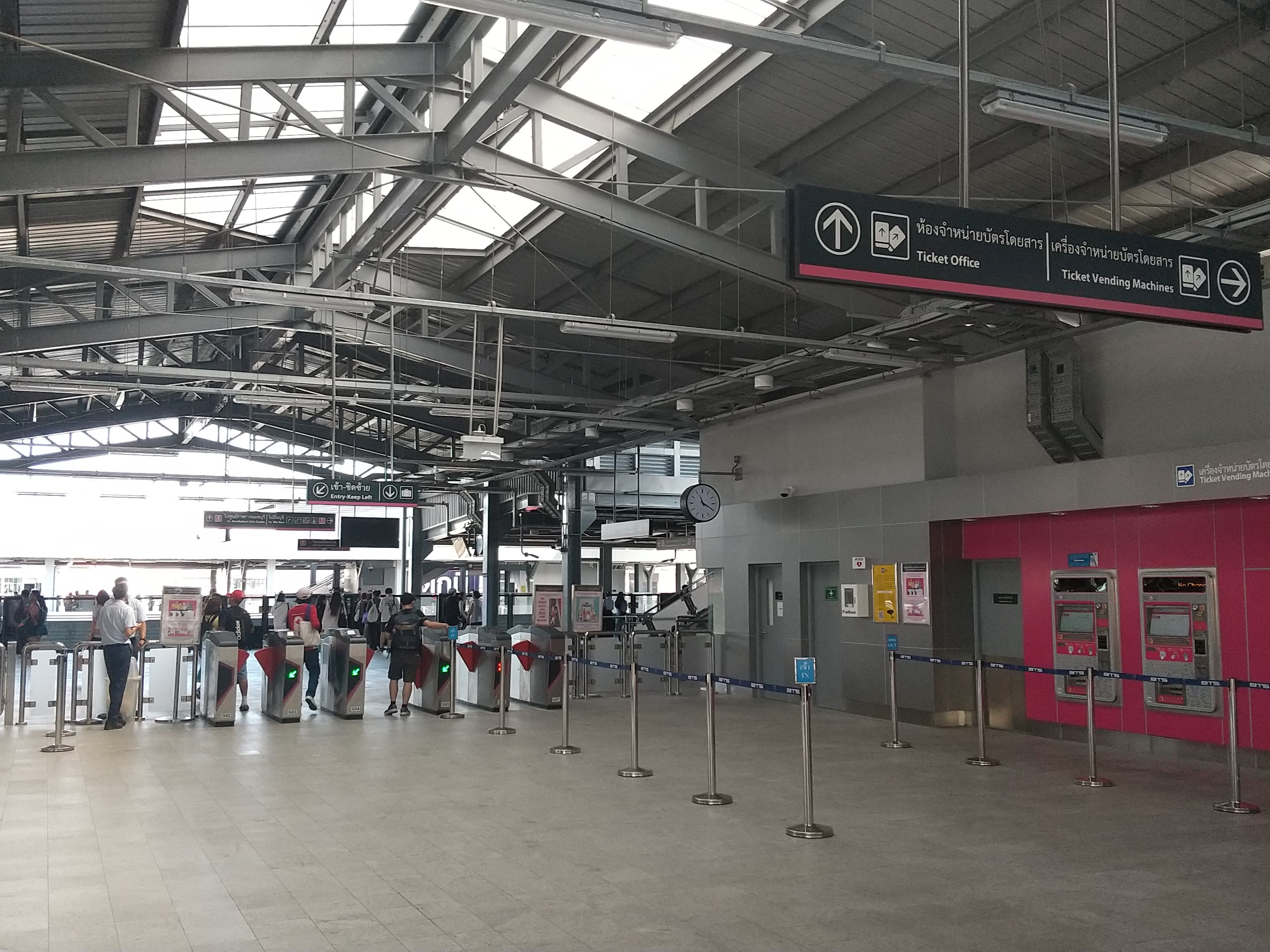
Phòng chờ và ke ga Tuyến Hồng

Ga MRT Tuyến Hồng mở cửa ngày 21 tháng 11 năm 2023.